# Celso Masson
Celso Ferrari Masson (Santos - SP, 1967) é um crítico de música e cinema e jornalista brasileiro. Formado em Cinema pela Fundação Armando Álvares Penteado (FAAP-SP), iniciou a carreira em 1988 como redator das revistas Bizz e Set, então da Editora Azul. Em 1991, passou a editor editor-executivo da revista Qualis Music Collection, permanecendo no cargo até 1993, de onde foi para a editoria de Artes e Espetáculos da revista Veja, na qual atuou até o ano 2000. Colaborador de dezenas de publicações como crítico, repórter e editor, tem textos publicados no jornal Folha de S. Paulo, nas revistas Showbizz, Superinteressante, Playboy, Trip, Viagem & Turismo, GOL, Veja Rio e outras, Foi editor-executivo do portal feminino Paralela, da Idealyze (Grupo Abril), e redator-chefe do site PortalMusic (Microservice).
Em televisão, atuou como editor-executivo dos telejornais SBT Brasil e Jornal do SBT. Em 2007, assumiu a editoria de Sociedade da revista Época (Editora Globo), sendo promovido em 2011 a diretor de redação de Época São Paulo, Época LUXO e Época Rio de Janeiro. Desde 2014 é diretor da empresa 3CX Editorial, que produz publicações customizadas para clientes como Bradesco, Grupo Doria, Atlas Schindler e Centro Empresarial de São Paulo, entre outros. Como professor universitário, lecionou Teoria da Comunicação na Faculdade de Comunicação Social da FAAP, onde é professor convidado da pós-graduação em Jornalismo Cultural.